# Kokhovtuní
Els Kokhovtuní van ser una família de nakharark (nobles) d'Armènia que tenien el seu feu hereditari situat al districte del Kogovit (Kokhovit o Kolovit).